# M11/39坦克
M11/39坦克是義大利王國於第二次世界大戰初期使用的一種中型坦克。儘管意大利皇家陸軍將其以中型坦克的名義進行研製，但以該坦克的噸位與火力和同時期其他國家相比，較接近輕型坦克的級別。該坦克的命名方式為「M」是指「Medio」，即義大利語的中型坦克之意，而「11」是指該車的車重—11公噸，「39」則是採用年份—1939年。

## 發展
M11/39設計起於1932年，原預備設計為突破戰車（義大利語：Carro di Rottura），在1935年開始進行打造，但是突破戰車的概念在1937年被放棄，計畫遭推翻重來。從1937年開始的新設計大幅受到英國的維克斯六噸坦克的影響，特別是在履帶與懸吊系統上。在創新方面，車前傳動齒鏈後傳齒輪移到前置扣鏈齒輪，這樣的配置使得該車不必再增加車前裝甲來保護後傳驅動輪。同時義大利菲亞特為了該型戰車開發了柴油引擎，這款引擎經過不斷精進，成為二戰期間義大利戰車的主要動力核心之一。
然而，M11/39的服役卻因為大量設計上的缺點而被提前告終。該車的主要武器是口徑37公釐的主砲，主砲採用固定式炮座，僅能左右15度橫擺移動，若要改變射角只能靠移動車身。其它武裝則是2挺在一座可360度旋轉砲塔上的8公釐機槍。機槍由一人操控，而該人必須在狹窄且需要手動操作的砲塔裡開火。
該車的作戰設計概念為：以主砲對付敵人的重型坦克，而用砲塔上的武器防禦其他的全方面威脅。此類佈局類似於美國的M3格蘭特坦克，雖然該車在1939年還尚未出現。M11/39的最初設計主炮是計畫搭載47公厘戰車砲，但因為戰鬥室空間不足因而作罷，並移植已服役的菲亞特3000型輕戰車上的維克斯-特爾尼37公厘戰車炮。而後義軍將M11/39重新設計過，開發出可置於砲塔上的47公厘反戰車炮，最終發展了後來的義軍主力—M13/40坦克。在此同時，軍方也下單了100輛的M11/39坦克。
除了極為貧弱的火力外，M11/39坦克還有許多缺點：它的耐力與性能都很差、速度相當地慢、機械可靠性差和它那最厚才30公釐的鉚接式裝甲鋼板僅能抵擋20公釐砲的火力，英軍的2磅砲在即使是對M11/39主砲有利的射距內，也能擊毀該車。
所有的M11/39在設計時都有預定配置馬瑞利公司研製的無線電，但因為開發延誤，在該型戰車在1938年量產時沒有一輛能夠裝備，通信裝置的貧弱對後來義大利裝甲部隊的指揮造成負面影響。義軍後來將M11/39車體進行了多次改良，發展成較為成功的M13/40坦克。

## 戰鬥
大部分的M11/39（總數100輛裡的72輛）被投入於北非戰場的戰鬥中，但也有少部份被送往義屬東非。相較於以往義軍使用的L3/33和L3/35等小坦克，M11/39已算是有很大的進步。
M11/39坦克在早期遭遇到了英軍的的輕型坦克如Mk VI時，M11/39的37公釐主砲可以充分壓制它們那種只能防禦機槍的車體裝甲。然而，當M11/39遭遇了英軍的重型巡航坦克與步兵坦克如A9、A10、A13和馬提爾達II步兵坦克時，義軍坦克完全處於劣勢。

### 北非
1940年9月，M11/39參與了義大利入侵埃及的行動。1940年12月，M11/39也防禦英軍的反擊攻勢—羅盤行動。當羅盤行動發起時，許多M11/39坦克紛紛受創、報廢或在義軍的陣地裡無法移動。英軍使用馬提爾達坦克衝入義軍陣地中，而M11/39對其攻擊，但因為該車的重裝甲而成效甚微。
自1941年4月10日，在托布魯克圍城戰期間，少數幾輛M11/39被澳大利亞軍繳獲，編制於第6澳大利亞騎兵團中使用數個月。他們繪製大大的白色袋鼠標誌於坦克上以清楚識別敵我。澳軍使用繳獲的M11/39還有一些M13/40直到它們耗盡了燃料。這些坦克最後於1941年春季被破壞，以防止軸心部隊將其再拿來使用。

### 東非
1940年6月，約有24輛M11/39被送至義屬東非，並使用於東非的作戰行動中。在東非戰場，M11/39是當地義軍所能使用的唯一一種中型坦克。1940年8月，許多M11/39被投入於入侵英屬索馬利蘭的行動中，並獲得成功。到了1941年1月，M11/39被用於厄立特里亚來對付英軍發起的反擊攻勢。對義大利軍來說不幸的是，英軍在當地擁有少量可對付M11/39的馬提爾達坦克，並在卡蘭戰役中造成義軍重大損失，而M11/39也被視為無用的東西。到了1941年5月底，於東非被擊敗的義軍還是部署了M11/39。到了11月，義大利在東非有組織的抵抗已全部瓦解。沒有資料可獲知被繳獲的M11/39後來被用於何處。

## 資料來源
1. ↑  .   [2010-08-11]. （原始内容存档于2008-05-09）.
2. ↑  M11/39 Specifications 的存檔，存档日期2010-06-30.
3. ↑  Tanks of World War II, Duncan Crow, 1979
4. 1 2  Italian Medium Tanks in Action, Nicola Pignato, 2001
5. ↑  .   [2010-08-11]. （原始内容存档于2003-11-06）.
6. ↑  .   [2010-08-11]. （原始内容存档于2016-03-04）.